# MetLife
MetLife – amerykańskie przedsiębiorstwo ubezpieczeniowe świadczące usługi w zakresie ubezpieczeń, rent kapitałowych, programów świadczeń pracowniczych i zarządzania aktywami.

## MetLife w Polsce
W Polsce MetLife było obecne od 1990 r. W skład grupy wchodziły: towarzystwo ubezpieczeniowe MetLife TUnŻiR S.A., towarzystwo emerytalne MetLife PTE S.A. oraz towarzystwo funduszy inwestycyjnych MetLife TFI S.A. i MetLife Services sp. z o.o. (wtedy pod nazwą Amplico Life). MetLife było pierwszym towarzystwem ubezpieczeń na życie i reasekuracji z udziałem kapitału zagranicznego, które pojawiło się na polskim rynku ubezpieczeń.
W 2022 r. spółki MetLife w Polsce zmieniły właściciela i należą teraz do Grupy NN, międzynarodowej grupy finansowej, która funkcjonuje od 177 lat. Obecnie działa w Europie i Japonii. W Polsce Grupa NN jest właścicielem marki Nationale-Nederlanden.
Od 1 sierpnia 2022 r. spółki MetLife w Polsce działają pod wspólnym logo Nationale-Nederlanden i nowymi nazwami:
- MetLife TUnŻiR S.A. jako NNLife TUnŻiR S.A.[5]
- MetLife TFI S.A. jako Nationale-Nederlanden TFI S.A.[6]
- MetLife Services sp. z o.o. jako Nationale-Nederlanden Services sp. z o.o.[7]

Spółka MetLife PTE S.A. działa jeszcze pod dotychczasową nazwą i logo. 

### Historia
W 1990 r. na polskim rynku ubezpieczeń rozpoczęło działalność Amplico Life S.A. – spółka akcyjna stworzona przez dwie instytucje finansowe: AIG z 55% udziałów oraz Bank Pekao S.A. z 45% udziałów. 30 października 1990 r. Amplico Life S.A., jako pierwsza firma ubezpieczeniowa z udziałem kapitału zagranicznego, otrzymało od Ministerstwa Finansów zezwolenie na sprzedaż ubezpieczeń na życie na terenie Polski. W listopadzie 1991 r. spółka oficjalnie rozpoczęła działalność.
W grudniu 1998 r. powstało Powszechne Towarzystwo Emerytalne. Początkowo funkcjonowało jako AIG PTE S.A., później pod nazwą Amplico PTE S.A. W jego ofercie znajdował się otwarty fundusz emerytalny działający w ramach II filaru nowo zreformowanego systemu ubezpieczeń emerytalnych. W marcu 2004 r. powołane zostało AIG TFI S.A. – towarzystwo funduszy inwestycyjnych, otrzymując zezwolenie od Komisji Papierów Wartościowych i Giełd na prowadzenie działalności. W ramach AIG TFI powstały cztery fundusze inwestycyjne.
W 2010 r. MetLife Inc. nabyło wszystkie działające na rynku polskim spółki Amplico. Od listopada 2010 r. posługują się one nową nazwą i logo MetLife Amplico, a od 2014 r. – MetLife. Zarówno nazwy, jak i logotypy wszystkich spółek zostały zmienione i funkcjonują jako: MetLife TUnŻiR S.A. (MetLife Towarzystwo Ubezpieczeń na Życie i Reasekuracji S.A.), MetLife TFI S.A. (MetLife Towarzystwo Funduszy Inwestycyjnych S.A.) oraz MetLife PTE S.A. (MetLife Powszechne Towarzystwo Emerytalne S.A.).
W 2017 r. MetLife odświeżył globalną markę. Głównymi elementami odświeżonej marki są logo i hasło. Nowe logo składa się z elementu graficznego w kształcie litery M i czarnego napisu MetLife. Kolor niebieski w grafice reprezentuje tradycję, a zieleń jest symbolem wzrostu i witalności, a nowe hasło reklamowe to „Razem przez życie” (Navigating Life Together).
Pierwsza siedziba spółki w Polsce mieściła się w biurowcu Intraco w Warszawie. W 1992 firma przeniosła się do Błękitnego Wieżowca przy Placu Bankowym, a w 1997 kupiła zabytkową kamienicę z XIX w. na warszawskim Powiślu, przy Przemysłowej 26. Oficjalne otwarcie siedziby przy ul. Przemysłowej odbyło się 3 września 1998 r., a rok później został oddany do użytku drugi budynek. Obydwa budynki stworzyły kompleks biurowy o powierzchni 6000 m. kw.

### Działalność
Na rynku polskim MetLife oferuje ubezpieczenia na życie, ubezpieczenia wypadkowo-zdrowotne, produkty emerytalne oraz fundusze inwestycyjne. Firma obsługuje w Polsce około 3,5 mln klientów. Swoje produkty i usługi oferuje zarówno klientom indywidualnym (F2F), jak i instytucjonalnym – poprzez partnerów korporacyjnych (B2B).

### Wyróżnienia
Działania CSR MetLife oraz wolontariat pracowniczy zostały wyróżnione w kategorii „Zaangażowanie społeczne i rozwój społeczności lokalnej” w trzech edycjach (2015, 2016 i 2017) raportów „Odpowiedzialny biznes w Polsce. Dobre Praktyki” Forum Odpowiedzialnego Biznesu.